# Taneava, Bolehiv
Taneava (în ucraineană Танява) este un sat în comuna Tîsiv din regiunea Ivano-Frankivsk, Ucraina.

## Demografie
Componența lingvistică a localității Taneava
     Ucraineană (100%)
Conform recensământului din 2001, toată populația localității Taneava era vorbitoare de ucraineană (100%).